# Старт-кодон
Старт-кодон или инициаторный кодон — первый кодон матричной РНК(или информационной), c которого начинается трансляция белка в рибосоме. У эукариот и архей старт-кодон всегда кодирует метионин (АУГ), а у бактерий, а также в митохондриях и пластидах — модифицированный метионин (N-формилметионин). Наиболее распространенным стартовым кодоном является AUG (т.е. ATG в соответствующей последовательности ДНК). В большинстве случаев роль инициаторного кодона играет триплет AUG . Старт-кодону предшествует 5′-нетранслируемая область (5'-UTR). В 5'-UTR бактерий локализована последовательность Шайна — Дальгарно (AGGAGG), которая служит для связывания рибосомы и отделена спейсером от старт-кодона.

## Альтернативные старт-кодоны
Альтернативные старт-кодоны отличаются от стандартного кодона AUG. Такие кодоны встречаются как у прокариот, так и у эукариот. Альтернативные старт-кодоны обычно кодируют метионин, когда они находятся в начале белка (даже если кодон кодирует другую аминокислоту). Так например, кодон GUG кодирует валин в случае, если он находится внутри кодирующей последовательности, и стартовый метионин, если расположен в начале последовательности. Это происходит потому, что для инициации трансляции используется специальная транспортная РНК. Антикодоном инициирующей аминоацил-тРНК всегда является CAU; он полностью комплементарен основному старт-кодону AUG и частично комплементарен более редким кодонам. Кроме частично комплементарных GUG и UUG в исключительных случаях, особенно в клетках бактерий, инициация может начинаться с триплетов AUU, AUA, ACG и CUG. Эти так называемые «слабые» кодоны могут выполнять свою функцию в комбинации с сильными последовательностями Шайна-Дальгарно или другими структурными элементами, способствующими инициации.

### Эукариоты
Альтернативные старт-кодоны, отличные от AUG, крайне редки в эукариотических геномах. И всё же, в некоторых мРНК клетки встречаются альтернативные старт-кодоны. В случае семи из девяти возможных однонуклеотидных замен в старт-кодоне AUG мРНК дигидрофолатредуктазы, полученные РНК оставались функциональными и обеспечивали трансляцию этого фермента в клетках млекопитающих. В дополнение к каноническому пути через метионил-тРНК и кодон AUG, в клетках млекопитающих трансляция может начинаться с лейцина с использованием лейцил-тРНК, которая комплементарна кодону CUG.
Митохондрии (и прокариоты) значительно чаще, чем эукариоты, используют альтернативные старт-кодоны (AUA и AUU у человека и преимущественно GUG и UUG у прокариот).

### Прокариоты
У E. coli в 83 % случаев трансляция начинается с AUG (3542/4284), в 14 % (612) с GUG, в 3 % (103) с UUG и в одном-двух случаях с других кодонов (например, AUU и возможно CUG).
К широко известным генам, в которых нет старт-кодона AUG, относятся lacI (GUG) и lacA (UUG) из lac-оперона E. coli.

## Стандартный генетический код
| неполярный | полярный | основный | кислотный | (стоп-кодон) |

| 1-е основание | 2-е основание | 2-е основание       | 2-е основание | 2-е основание   | 2-е основание | 2-е основание                 | 2-е основание | 2-е основание     | 3-е основание |
| 1-е основание | U             | U                   | C             | C               | A             | A                             | G             | G                 | 3-е основание |
| ------------- | ------------- | ------------------- | ------------- | --------------- | ------------- | ----------------------------- | ------------- | ----------------- | ------------- |
| U             | UUU           | (Phe/F) Фенилаланин | UCU           | (Ser/S) Серин   | UAU           | (Tyr/Y) Тирозин               | UGU           | (Cys/C) Цистеин   | U             |
| U             | UUC           | (Phe/F) Фенилаланин | UCC           | (Ser/S) Серин   | UAC           | (Tyr/Y) Тирозин               | UGC           | (Cys/C) Цистеин   | C             |
| U             | UUA           | (Leu/L) Лейцин      | UCA           | (Ser/S) Серин   | UAA           | Стоп (охра)[B]                | UGA           | Стоп (опал)[B]    | A             |
| U             | UUG[A]        | (Leu/L) Лейцин      | UCG           | (Ser/S) Серин   | UAG           | Стоп (янтарь)[B]              | UGG           | (Trp/W) Триптофан | G             |
| C             | CUU           | (Leu/L) Лейцин      | CCU           | (Pro/P) Пролин  | CAU           | (His/H) Гистидин              | CGU           | (Arg/R) Аргинин   | U             |
| C             | CUC           | (Leu/L) Лейцин      | CCC           | (Pro/P) Пролин  | CAC           | (His/H) Гистидин              | CGC           | (Arg/R) Аргинин   | C             |
| C             | CUA           | (Leu/L) Лейцин      | CCA           | (Pro/P) Пролин  | CAA           | (Gln/Q) Глутамин              | CGA           | (Arg/R) Аргинин   | A             |
| C             | CUG[A]        | (Leu/L) Лейцин      | CCG           | (Pro/P) Пролин  | CAG           | (Gln/Q) Глутамин              | CGG           | (Arg/R) Аргинин   | G             |
| A             | AUU           | (Ile/I) Изолейцин   | ACU           | (Thr/T) Треонин | AAU           | (Asn/N) Аспарагин             | AGU           | (Ser/S) Серин     | U             |
| A             | AUC           | (Ile/I) Изолейцин   | ACC           | (Thr/T) Треонин | AAC           | (Asn/N) Аспарагин             | AGC           | (Ser/S) Серин     | C             |
| A             | AUA           | (Ile/I) Изолейцин   | ACA           | (Thr/T) Треонин | AAA           | (Lys/K) Лизин                 | AGA           | (Arg/R) Аргинин   | A             |
| A             | AUG[A]        | (Met/M) Метионин    | ACG           | (Thr/T) Треонин | AAG           | (Lys/K) Лизин                 | AGG           | (Arg/R) Аргинин   | G             |
| G             | GUU           | (Val/V) Валин       | GCU           | (Ala/A) Аланин  | GAU           | (Asp/D) Аспарагиновая кислота | GGU           | (Gly/G) Глицин    | U             |
| G             | GUC           | (Val/V) Валин       | GCC           | (Ala/A) Аланин  | GAC           | (Asp/D) Аспарагиновая кислота | GGC           | (Gly/G) Глицин    | C             |
| G             | GUA           | (Val/V) Валин       | GCA           | (Ala/A) Аланин  | GAA           | (Glu/E) Глутаминовая кислота  | GGA           | (Gly/G) Глицин    | A             |
| G             | GUG           | (Val/V) Валин       | GCG           | (Ala/A) Аланин  | GAG           | (Glu/E) Глутаминовая кислота  | GGG           | (Gly/G) Глицин    | G             |

A  Кодон AUG кодирует метионин и одновременно является сайтом инициации трансляции: первый кодон AUG в кодирующей области мРНК служит началом синтеза белка. Другие старт-кодоны (CUG, UUG и др.) редко используются в эукариотических ядерных геномах, но довольно часто — в прокариотах, митохондриях и пластидах.
B ^ ^ ^  Историческая подоплёка для обозначения трёх типов стоп-кодонов как янтарь (UAG), охра (UAA) и опал/умбра (UGA) описана в статье Стоп-кодон.